# Bob Goodlatte
Robert William Goodlatte, detto Bob (Holyoke, 22 settembre 1952), è un politico statunitense, membro della Camera dei Rappresentanti per lo stato della Virginia dal 1993 al 2019.

## Biografia
Nato nel Massachusetts, Goodlatte studiò legge e divenne consulente legale per alcuni politici.
Successivamente entrò in politica lui stesso e dopo l'adesione al Partito Repubblicano, nel 1992 si candidò alla Camera dei Rappresentanti, per il seggio lasciato dal deputato democratico Jim Olin. Goodlatte riuscì ad essere eletto e da allora fu riconfermato per altri dodici mandati, fin quando annunciò il suo ritiro nel 2018.
Goodlatte è stato uno degli sponsor della proposta di legge SOPA.
Sposato dal 1974 con Maryellen Flaherty, Bob Goodlatte è padre di due figli.